# Phyllodesmium pecten
Phyllodesmium pecten is een slakkensoort uit de familie van de Facelinidae. De wetenschappelijke naam van de soort is voor het eerst geldig gepubliceerd in 1981 door Rudman.